# Monteroni di Lecce
Monteroni di Lecce község (comune) Olaszország Puglia régiójában, Lecce megyében.

## Története
A település neve a latin Mons Tyronumból származik, melynek jelentése „lándzsás férfiak hegye”, ami az ókorban itt létező légiós kiképzőtáborra utal. A régészeti leletek tanúsága szerint a rómaiak egy erődítmény építettek a ma a városhoz tartozó San Filii dombon és innen irányították a vidék romanizációját. 
A normannok érkezésével, a 11. században Monterone a Leccei Grófság része lett. 1250-ben II. Frigyes szicíliai király a DeCremona nemesi családnak ajándékozta a környező területekkel együtt. Később a Montoroni család tulajdona lett, akik a 16. századig birtokolták.  Ebben az időszakban épült fel a bárói kastély is. Később Lopez y Royo báró tulajdonába került, aki barokk stílusban átépítette a kastélyt. 1806-ban vált önállóvá, amikor a Nápolyi Királyságban felszámolták a feudalizmust.

## Népessége
A népesség számának alakulása:

## Főbb látnivalói
- Santa Maria Assunta-templom (14. század)
- Beatissimae Virgini Immacolata-templom (17. század)
- Santi Medici-templom
- Sant'Antonio Abate-templom (17. század)
- Palazzo Baronale
- Palazzo del Municipio (17. század)
- nemesi villák (Villa Romano, Villa Carelli-Palombi, Villa de Giorgi, Villa Urselli, Villa Bruni, Villa Saetta)
- Velodromo degli Ulivi – 1796-ban épült kerékpár-versenypálya